# Jiří Macháně
Jiří Macháně (27. prosince 1940 Nové Město nad Metují – 20. ledna 2023 Praha) byl český kameraman.

## Život
Jiří Macháně absolvoval Filmovou a televizní fakultu Akademie múzických umění v Praze v roce 1964. Několik let pak pracoval jako asistent kamery, než v roce 1969 debutoval jako kameraman celovečerního filmu dramatem Zloba a žal. Kromě celovečerních filmů jako Deváté srdce, Žabí princ, Černí baroni nebo Nalezenec působil Macháně také v Německu. V roce 1997 například natočil film Mírová mise – 10 hodin strachu.
V roce 2015 mu Asociace českých kameramanů udělila cenu za celoživotní dílo.